# Vaccí de CureVac contra la COVID-19

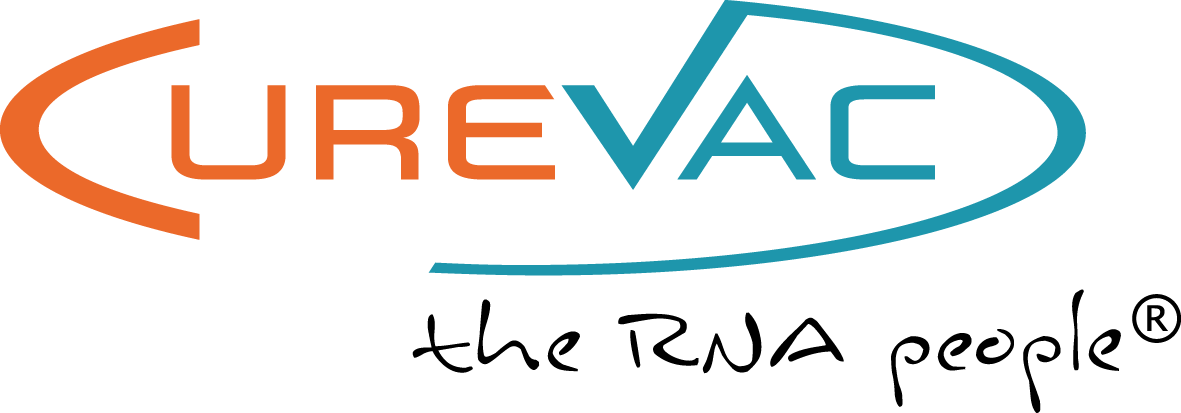
Logotip.

El vaccí de CureVac contra la COVID-19 (o CVnCoV, composta per zorecimeran) és un vaccí contra la COVID-19, candidat, desenvolupat per CureVac i la Coalició per a les Innovacions en Preparació per Epidèmies (CEPI).

## Descripció
CVnCoV és una vacuna d'ARNm que codifica una part mínima de la proteïna S del SARS-CoV-2 i activa el sistema immunitari contra ella. La tecnologia CVnCoV no interactua amb el genoma humà.
CVnCoV utilitza ARN no modificat, a diferència de la vacuna de Pfizer–BioNTech i la vacuna de Moderna, en que ambdues utilitzen ARN missatger amb nucleòsids modificats.